# Dopisy lásky
Dopisy lásky je studiové album Jakuba Smolíka, které vyšlo v roce 2002 jako MC a CD.

## Seznam skladeb
1. "Když andělé pláčou" (h:Eric Clapton / Marcel Zmožek) -
2. "Nejsi má" (h:Zdeněk Barták / Zdeněk Rytíř) -
3. "Pánbůh řek vraťte se" (h:John Denver / Pavel Cmíral) -
4. "Nezavolám" (Chris Norman / Hana Sorrosová)
5. "Má lady" (h:Zdeněk Barták / Zdeněk Rytíř) -
6. "Holka s bílou halenou" (h:Petr Novák / Eduard Krečmar) -
7. "Dopisy lásky" (h:Míra Kuželka / Míra Kuželka) -
8. "Co na tom" (h:Roman Šandor / Roman Šandor) -
9. "Ameriko" (h:Jiří Vondráček / Hana Sorrosová) -
10. "Zpověď" (h:Jiří Vondráček / Hana Sorrosová) -
11. "Pošťák" (h:Štěpán Kojan / Štěpán Kojan) -
12. "Asi nebudu kovboj" -(h:František Kasl / František Kasl)